# Tydessa blaisdelli
Tydessa blaisdelli is een keversoort uit de familie vuurkevers (Pyrochroidae). De wetenschappelijke naam van de soort is voor het eerst geldig gepubliceerd in 1992 door Pollock.